# 日承
日承（英語：Circumhorizontal arc），又稱日載、環地平弧或環水平弧，是一種發生在大氣層中罕見的自然現象，為日暈的一種。日承亦俗稱火彩虹（fire rainbow），但並非真正的彩虹，與火也沒有關係，由於它看起來像是在天空中自燃的彩虹而得名。
要出現這樣的自然現象，須滿足發生條件：
1. 高空中卷雲層所在的高度至少要有20,000英尺（6,100）以上;
2. 卷雲層裡的冰晶數量要足夠;
3. 最關鍵的因素就是太陽照射卷雲層的角度正好要為 58度（也有資料說是58 ° -68 °）

环地平弧現象在低纬度较为常见（但比日晕罕见），一般發生在太陽位於高空位置，其光線穿過高海拔帶有較多冰晶的卷雲層形成的情況下。帶有冰晶的卷雲層折射光線形成不同可視光譜的波段。纬度越高越难看到环地平弧，而在55°N以北或者55°S以南则完全看不到。月亮也能产生环地平弧，但是这种现象更加罕见，因为月亮要足够亮（比如满月）才能产生可以让人看到的环地平弧。古人常稱偉人降生時天空彩雲五顏六色有如火燒，即指此現象。

## 外部連結

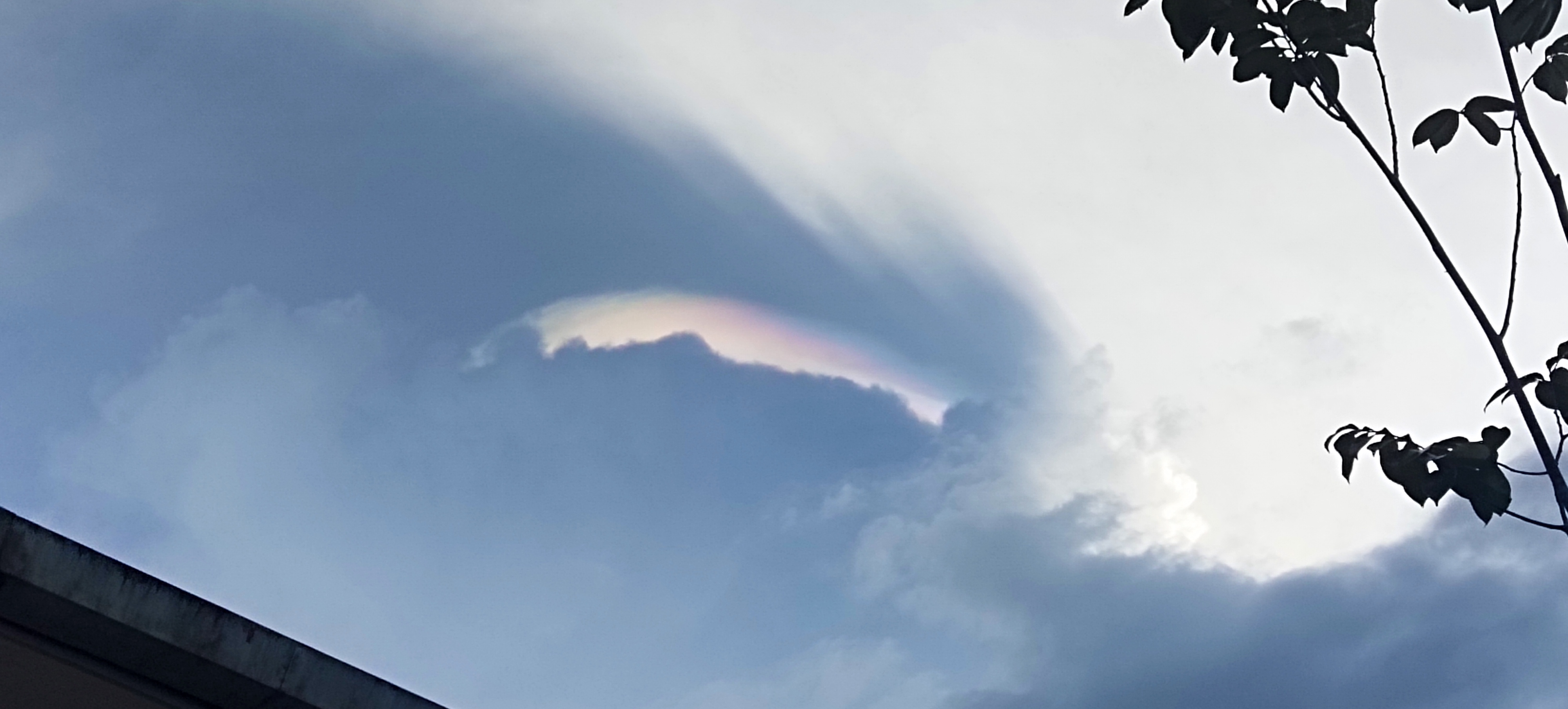
2022年11月3日马来西亚时间下午4时51分在砂拉越古晋拍摄的日承，日承能在赤道附近的砂拉越碰见乃是史上较为罕见的现象。

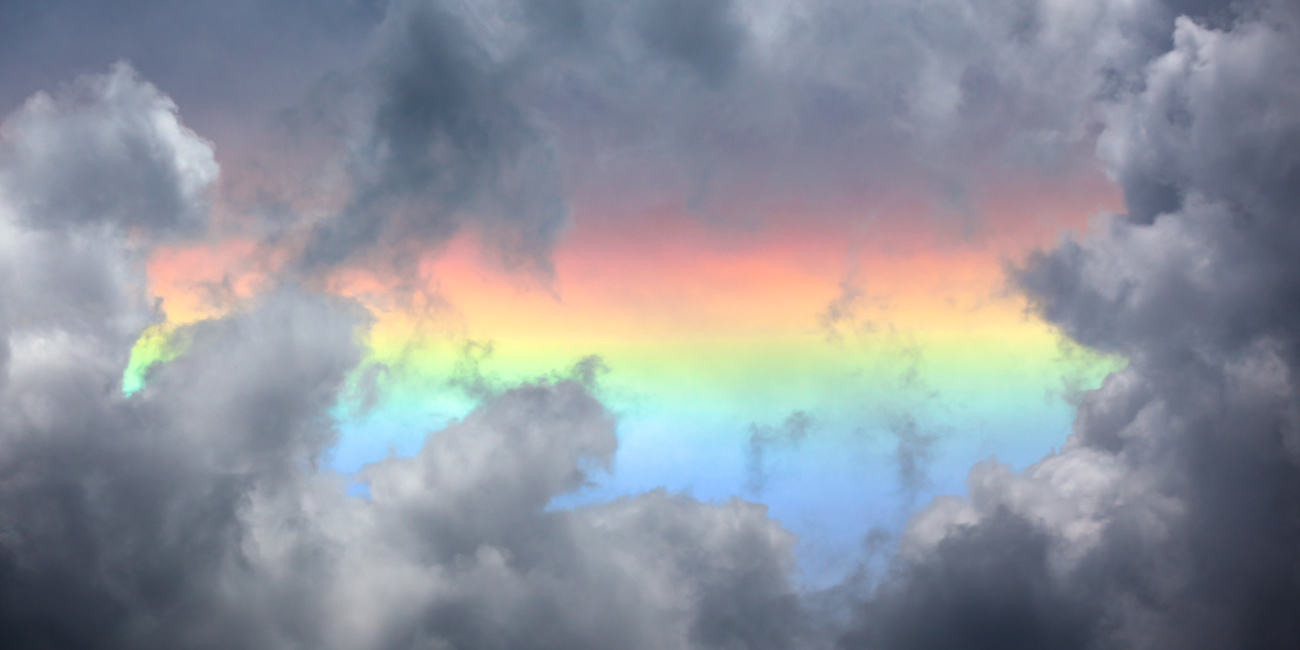
2011年5月7日在尼泊爾喜馬拉雅山區拍攝的日承

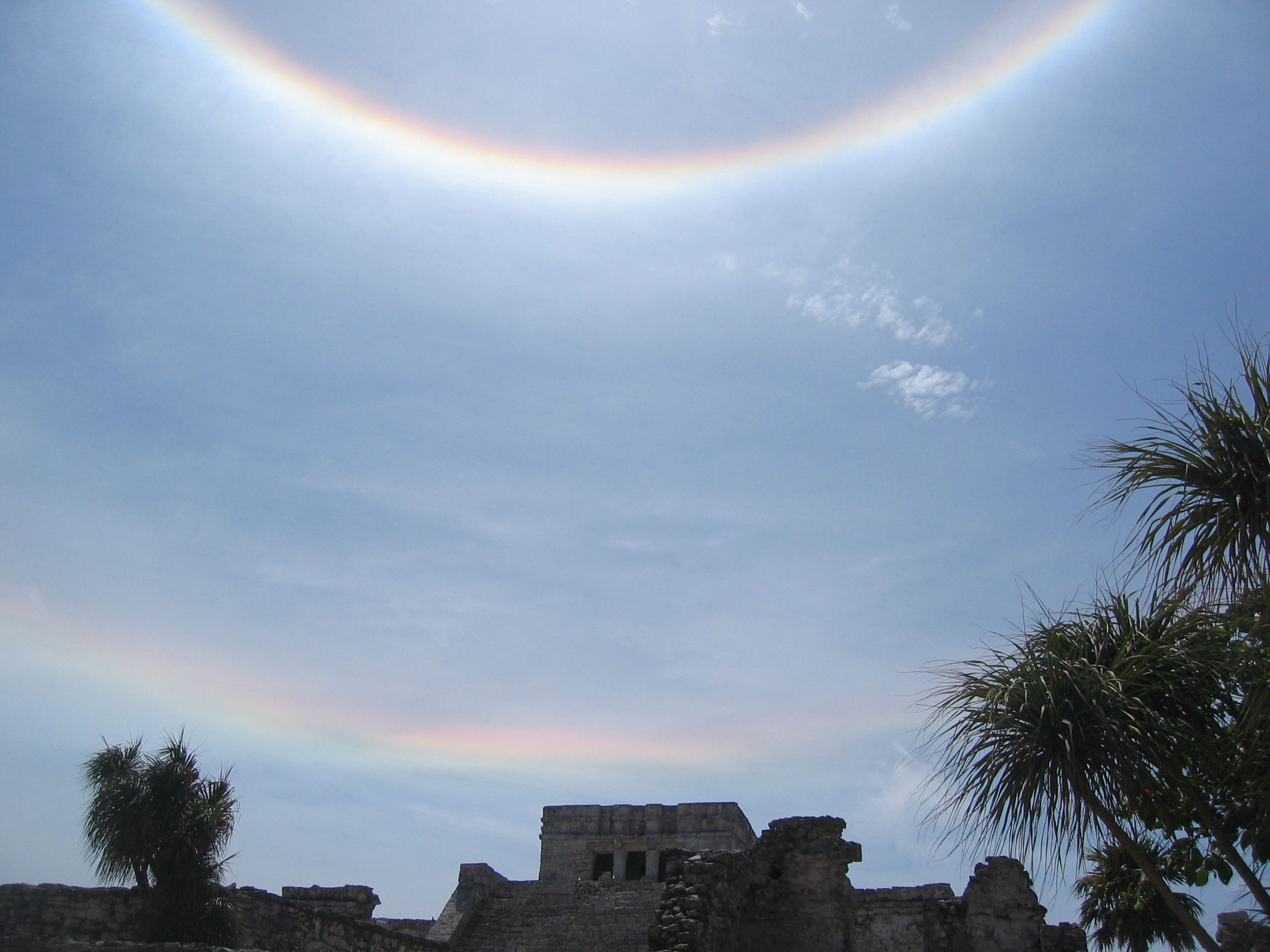
2008年5月21日於墨西哥拍攝的日承（下方），上方較明顯的暈是22度暈

- Atmospheric Optics - Circumhorizon Arc（页面存档备份，存于）
- How rare are they?   When to see them. （页面存档备份，存于）
- Atmospheric Optics - Image gallery （页面存档备份，存于）
- Circumhorizontal Arc - Arbeitskreis Meteore e.V.（页面存档备份，存于）
- Circumhorizontal Arc - Harald Edens Weather Photography （页面存档备份，存于）